# Jean-Christian Lang
Pour les articles homonymes, voir Lang.
Jean-Christian Lang, né le 22 août 1950 à Roubaix, est un footballeur français reconverti entraîneur. Il évolue au poste de milieu de terrain principalement pour des clubs de deuxième division, avant d'être entraîneur en France puis dans des pays du Maghreb et du Golfe Persique.

## Biographie

### Joueur
Originaire du Nord, il commence le football à l'US Wattrelos avant d'être repéré par le centre de formation du FC Sochaux, qu'il intègre en 1968. En 1970, il joue avec l'équipe réserve qui évolue alors en deuxième division. En deux saisons il fait trois apparitions dans l'équipe première (en première division). Il est ensuite prêté deux saisons au CS Louhans-Cuiseaux (de 1972 à 1974).
Il rejoint ensuite un autre club de D2 La Berrichonne de Châteauroux. C'est dans ce club qu'il joue la plus grande partie de sa carrière avec 206 matchs et 16 buts en 6 saisons,.
En 1980, il s'installe en Haute-Savoie et s'engage avec le Club sportif de Thonon qui évolue également en deuxième division. Pendant cette saison, Lang participe notamment à un des exploits de l'année du CS Thonon en étant buteur face à l'Olympique de Marseille lors de la vingt-quatrième journée de championnat, victoire 2-0 de Thonon.

### Entraîneur en France
Il reste un an au CS Thonon puis fait le choix en fin de saison de s'engager au Football Club d'Annecy, un autre club haut-savoyard. Ce dernier a fini deuxième du championnat de division d'Honneur deux ans plus tôt, et, promu en D4, vient de se maintenir. En tant qu'entraîneur-joueur, Lang va permettre au club d'accéder à la troisième division en finissant premier du groupe F en 1984. Il passe son diplôme d'entraîneur cette même-année, ce qui met fin à sa carrière de joueur.
Il quitte le FC Annecy en 1987 après l'avoir maintenu en division 3 quatre ans de suite. Moins d'un an plus tard, l'équipe est deuxième de son groupe et monte en deuxième division.
Lang est ensuite l'entraîneur d'un club de D2, le CO Puy de 1987 à 1989, puis permet au Dôle-Tavaux RC de remporter le championnat de division d'Honneur en 1992.

### Formateur et DTN
En 1993, il retourne au FC Sochaux en tant que formateur. Il y côtoie de futurs internationaux comme Pierre-Alain Frau, Benoît Pedretti, Camel Meriem, El-Hadji Diouf ou Danijel Ljuboja,.
Pendant la saison 2000-2001, par l'entremise d'Aimé Jacquet, la Fédération tunisienne de football le sollicite pour un poste de directeur technique national. Son passage à ce poste est notamment récompensé par une médaille d'or aux Jeux méditerranéens de 2001. Il s'agit de sa première apparition dans le football d'Afrique du Nord. Plus tard, ce sera dans cette région du monde qu'il va continuer sa carrière, déclarant : « Le football d'Afrique du Nord m'a toujours terriblement attiré parce qu'il y a une vraie technique de jeu court, très pur, il y a des lacunes évidemment, mais ça me motive ! Les mini-jeux, les espaces courts, le taureau... ça me séduit ! Ça m'a toujours passionné... Donc le Maroc comme la Tunisie est spécialiste de ce football qui m'attire ! ».
Avant de retourner au Maghreb, il travaille de 2001 à 2005 dans le centre de formation du Servette Football Club 1890 à Genève en Suisse.

### Entraîneur au Maghreb et dans le Golfe persique
En janvier 2007, alors que Lang recherche un emploi, son ami Mustapha Belouarii le met en contact avec Bihi Mbarek, directeur technique du Difaâ Hassan El Jadida. C'est ainsi qu'il s'engage au DHJ, club de première division marocaine qu'il qualifie pour l'Arab Cup en finissant à la cinquième place en fin de saison, il gagne à cette occasion le titre de meilleur entraîneur de l'année. Même parcours l'année suivante, et Lang quitte le club en fin de saison. Il entraîne ensuite pendant quatre mois le Maghreb de Fès, autre club du championnat marocain. Il est limogé le 10 novembre 2008 à la suite d'une série de défaites et de son expulsion en cours de match le mercredi précédent.
En décembre, Lang rejoint l'Algérie pour reprendre les rênes de la Jeunesse sportive de Kabylie, alors en proie au doute puisqu'avant dernière au classement après 11 journées. Sous ses ordres, l'équipe enchaîne alors 21 matches sans défaite, record d'invincibilité dans le pays, et termine le championnat à la seconde place. Il démissionne de son poste le 1er novembre 2009, à la suite d'une série de désaccords avec le président du club Mohamed Cherif Hannachi.
Il gagne ensuite le Golfe persique et devient entraîneur du Al Wehda Club de La Mecque qui évolue dans le championnat d'Arabie Saoudite. Il en est limogé à la mi-saison en raison des mauvais résultats (le club sera relégué en D2 en fin de saison). Il est ensuite entraîneur-adjoint au club qatari de Lekhwiya Sports Club qui est Champion du Qatar en 2011 et 2012. Il signe le 24 septembre 2013 à l'Entente sportive de Sétif (en tant qu'entraîneur principal). Il démission pour des raisons médiaces.

### International
Jean-Christian est international français amateur (30 sélections), olympique (Jeux méditerranéens de 1971) et militaire (Challenge Kentish),.

## Carrière

### Joueur
- 1970-1972 :  FC Sochaux (Championnat de France)
- 1972-1974 :  CS Louhans-Cuiseaux (prêt) (Championnat de France D2)
- 1974-1980 :  La Berrichonne de Châteauroux  (Championnat de France D2)
- 1980-1981 :  CS Thonon (Championnat de France D2)
- 1981-1984  FC Annecy  (Championnat de France D4)

### Entraîneur
- 1981-1987 :  FC Annecy  (Championnat de France D4 puis D3)
- 1987-1989 :  CO Le Puy (Championnat de France D2)
- 1989-1990 :  FC Montceau (Championnat de France D2)
- 1990-1992 :  Dôle-Tavaux RC (Division d'Honneur)
- 1993-1999 :  FC Sochaux : formateur
- 2000-2001 :  Équipe de Tunisie : directeur technique national
- 2001-2005 :  Servette Football Club : formateur
- janv. 2007-2008 :  Difaâ Hassan El Jadida (Championnat du Maroc)
- juil.-nov. 2008 :  Maghreb de Fès (Championnat du Maroc)
- déc. 2008-nov. 2009 :  JS Kabylie (Championnat d'Algérie)
- juil.-déc. 2010 :  Al Wehda Club (championnat d'Arabie Saoudite)
- 2011-sept. 2013 : Lekhwiya Sports Club (Championnat du Qatar)
- sept.-déc. 2013 :  ES Sétif (Championnat d'Algérie)

## Palmarès
- Vainqueur du groupe F du Championnat de France D4 en 1984 avec le FC Annecy (entraîneur-joueur)
- Champion de division d'Honneur de Franche-Comté en 1992 avec le RC Dôle-Tavaux
- Vice-champion d'Algérie en 2009 avec la JS Kabylie